# 여의도 전선 이상 없다
《여의도 전선 이상 없다》는 2000년 4월 7일에 MBC에서 방영한 베스트극장이다.

## 기획 의도
여의도의 증권가를 배경으로 무한경쟁의 한마당에서 성공을 위해서는 수단과 방법을 가리지 않는 모습과 그 속에서 벗어나려는 우리들의 자화상을 그린 드라마.

## 줄거리
여의도 증권맨 경우는 전날 밤 술자리를 가졌음에도 가장 먼저 출근해 전광판을 켠다. 하지만 전광판은 활황 장세를 알리는 붉은 색 일색이지만, 경우의 마음은 무겁기만 하다. 경우 앞에 큰손으로 소문난 손 여사가 투자한다고 했지만, 승도의 로비로 경우는 그 기회를 놓치고 만다.

## 등장 인물

### 주요 인물
- 임호 : 최경우 역
- 장서희 : 화련 역 - 경우의 애인
- 이정규 : 연승도 역

### 그 외 인물
- 김소원 : 수백억 재산가 손 여사 역
- 김복희
- 김창완
- 신신애 : 소란피우는 아줌마 고객 역
- 구보석
- 송금식
- 최준용
- 오정석
- 원종선
- 송일국
- 정대열
- 김철기
- 강용석
- 백종헌
- 전수연
- 양지선
- 최윤정